# جميع الأولاد يحبون ماندي لين
جميع الأولاد يحبون ماندي لين (بالإنجليزية: All the Boys Love Mandy Lane)‏ هو فيلم رعب تم إنتاجه في الولايات المتحدة سنة 2006.

## بطولة
- آمبر هيرد

## القصة
مراهقة شابة وجميلة، تطمح أن تكون بجانب جميع الشباب الذين يدرسون معها بالثانوية، تلقت دعوة من أصدقاءها
لتمضية عطلة نهاية الأسبوع في إحدى المزارع، لكن شخص غير مدعو للحفلة قد قدم، ولم يتردد في القيام بجرائم دموية.

## الميزانية والإيرادات
بلغت تكلفة إنتاج الفيلم حوالي 750,000 دولار بينما حقق أرباحا تقدر بـ 1,893,697 دولار.

## روابط خارجية
- جميع الأولاد يحبون ماندي لين على موقع IMDb (الإنجليزية)
- جميع الأولاد يحبون ماندي لين على موقع ميتاكريتيك (الإنجليزية)
- جميع الأولاد يحبون ماندي لين على موقع روتن توميتوز (الإنجليزية)
- جميع الأولاد يحبون ماندي لين على موقع نتفليكس (الإنجليزية)
- جميع الأولاد يحبون ماندي لين على موقع قاعدة بيانات الأفلام العربية
- جميع الأولاد يحبون ماندي لين على موقع ألو سيني (الفرنسية)
- جميع الأولاد يحبون ماندي لين على موقع Turner Classic Movies (الإنجليزية)
- جميع الأولاد يحبون ماندي لين على موقع أول موفي (الإنجليزية)
- جميع الأولاد يحبون ماندي لين على موقع بوكس أوفيس موجو (الإنجليزية)
- جميع الأولاد يحبون ماندي لين على موقع فيلمافينيتي (الإسبانية)